# Airco DH.9
O Airco DH.9 (também conhecido como de Havilland DH.9 a partir de 1920), foi um bombardeiro leve britânico projetado e usado logo antes do fim da Primeira Guerra Mundial.
Ele era um biplano monomotor desenvolvido a partir do Airco DH.4. O motor usado no DH.9, um Siddeley Puma, se mostrou pouco potente, o que acabou comprometendo sua performance. Ele acabou sendo rapidamente substituído pelo Airco DH.9A.

## Variantes
| Variante           | Característica | Qtd. produzida        |
| ------------------ | --- | --------------------- |
| DH.9               | Versão revisada do DH.4 com os assentos do piloto e observador/artilheiro colocados mais próximos | 3024                  |
| DH.9A              | Também referido como Nine-Ack, foi designado pela Airco para a Westland Aircraft para ter a vantagem de utilizar o motor de 400 cavalos-vapor (294 quilowatts) American Liberty L-12. Apesar do motor e de asas ligeiramente maiores ele era idêntico ao DH.9. Inicialmente esperava-se substituir rapidamente o DH.9 por esta nova versão, mas com a escassez do motor Liberty disponível para a RAF, o serviço do novo tipo na Primeira Guerra Mundial foi limitado, ele é o mais conhecido modelo padrão da RAF do pós guerra, servindo como aeronave de uso geral por vários anos. | 2300                  |
| DH.9B              | Conversões para civis com três assentos, piloto e dois passageiros | N.D.                  |
| DH.9C              | Conversões para civis com quatro assentos, piloto e três passageiros | N.D.                  |
| DH.9J              | Re-motorizada e modernizada conversão utilizando um motor de 385 cavalos-vapor (283 quilowatts) motor radial Armstrong Siddeley Jaguar III. Usado pela Escola de Voo De Havilland. | N.D.                  |
| DH.9J M'pala I     | Conversão re-motorizada levada para a Força Aérea Sul-Africana. Motorizado por um motor radial Bristol Jupiter VI de 450 cavalos-vapor (331 quilowatts) | N.D.                  |
| M'pala II          | Conversão re-motorizada levada para a Força Aérea Sul-Africana. Motorizado por um motor radial Bristol Jupiter VIII de 480 cavalos-vapor (353 quilowatts) | N.D.                  |
| Mantis             | Conversão re-motorizada levada para a Força Aérea Sul-Africana. Motorizado por um motor Wolseley Viper |                       |
| Handley Page HP.17 | DH.9 experimentalmente equipado com fendas nas asas. Testado em 1920-1 | 1                     |
| USD-9/9A           | DH.9 fabricados nos Estados Unidos pela Engineering Division do Exército dos Estados Unidos e pela Dayton-Wright | 4 (1415 encomendados) |